# Bell Media
Bell Media (рус. Белл Ми́диа, в прошлом Bell Globemedia, затем CTVglobemedia) — канадское предприятие, основанное в 2001, чья деятельность связана, главным образом, с телевидением и издательским делом. С 2011 является дочерней компанией группы BCE Inc.
Кроме ряда радиочастотных телевизионных каналов (в основном связанных с CTV), Bell Media владеет 29 специализированными каналами, в том числе RDS (первый специализированный канал в Канаде на французском языке) и TSN (первый специализированный канал в Канаде). Bell Media также принадлежат 33 радиостанции, десятки веб-сайтов, в том числе Sympatico.ca, и Dome Productions.